# Bauhinia caloneura
Bauhinia caloneura là một loài thực vật có hoa trong họ Đậu. Loài này được Malme miêu tả khoa học đầu tiên.